# Deuxième corps de l'armée du Tennessee
Le deuxième corps de l'armée du Tennessee est une formation militaire de l'armée confédérée pendant la guerre de Sécession.

## Formation
Le corps est à l'origine formé avant la bataille de Shiloh en avril 1862 par la combinaison de la division de l'Alabama de Daniel Ruggles et l'armée de Pensacola de Braxton Bragg. Le corps est formé à Corinth, Mississippi, quand il constitue le IIe corps de l'armée du Mississippi. Il contient deux divisions ; la première sous les ordres de Jones Whiters et la deuxième sous ceux de Daniel Ruggles. Le IIe corps compte 22 000 hommes, en faisant le plus grand dans l'armée confédérée, et est placé sous le commandement de Braxton Bragg.
Lors de sa première bataille (Shiloh), le corps repousse initialement la division de l'Union de Benjamin Prentiss hors de son camp. Mais quand Prentiss, Wallace et leurs divisions s'enterrent dans le « nid de guêpes », Bragg lance l'assaut de la position à partir de tous les côtés pendant des heures sans les déloger. Souffrant fortement, le deuxième corps est complètement désorganisé au moment où il expulse Prentiss et est tenu en réserve pendant le reste de la bataille, combattant brièvement le deuxième jour.
Avec de nombreux officiers tués ou blessés, le corps prend des mois pour se reconstituer. Combattant lors de la campagne de Corinth, le corps est ensuite à nouveau réorganisé pour sa prochaine opération, en septembre 1862, l'invasion du Kentucky.

## Service et réorganisation
Le IIe corps après Corinth, est de nouveau réorganisé avec deux divisions, la première sous les ordres de Patton Anderson et la seconde, sous ceux de Simon Buckner. Le corps est maintenant commandé par William Hardee, et Braxton Bragg est promu au commandement de l'armée. Le corps est que légèrement engagé à Perryville, cependant, et l'ensemble de l'armée n'est même pas présent.
Le corps cet l'ensemble de l'armée sont réorganisés de nouveau. John Breckinridge et sa division, qui a combattu à Shiloh, mais étaient absents à Perryville, sont désormais attachés. Comptant 11000 hommes, sa division renforce l'effectif du corps de 40 %. La division d'Anderson est dispersée entre de Buckner et le I corps, mais en remplacement, on affecte une division de l'armée de Kirby Smith sous les ordres de John Mcown. Buckner est envoyé à Knoxville, mais sa division est ensuite placée sous le brillant commandant Patrick Cleburne. Le corps dans l'ensemble compte environ 25 000 hommes ; la division de McCown comprend 5 000 hommes, Breckinridge en a 11 000 et Cleburne 9 000.

## Stones River et le middle Tennessee
Après la réorganisation, à l'automne de 1862, l'armée du Tennessee est prête pour l'action, en tant que deuxième corps. Cette action a lieu à Murfreesboro, lors de la bataille de Stones River. La bataille commence lorsque William Rosecrans et son armée du Cumberland , marchent vers le sud de Nashville contre Bragg à Murfreesboro. Bragg ordonne un assaut sur le flanc droit de l'Union, où les corps de George H. Thomas et Alexander McCook sont stationnés. Dans un assaut avant l'aube similaire à celui de Shiloh, le corps de Hardee est le fer de lance lorsque la division de McCown attaque à 5h30 du matin. Son attaque, ainsi que celle de Cleburne, jette l'ensemble de la force de l'Union en fuite, en repoussant les deux corps sur plus d'un kilomètre six cents (un mile). Fatigués et épuisés, ils s'arrêtent car Polk et son corps doivent terminer le travail. Leonidas Polk gère mal ses assauts, et tous les gains confédérés du IIe corps sont perdus et non exploités. Finalement, il revient au IIe corps de faire à nouveau le travail, et il repousse finalement la division de Sheridan, qui a maintenu Polk arrêté tout l'après-midi. La bataille autrement est un succès confédéré jusque-là, principalement en raison de Hardee et du IIe corps. Les deux jours suivants décident de l'issue finale.
Plutôt que de poursuivre jusqu'à la victoire, Braxton Bragg attend une journée, puis le 2 janvier attaque Rosecrans avec la réserve de l'armée, la division de Breckinridge du IIe corps. Breckinridge reçoit l'ordre de mener un assaut sur la gauche de l'Union, le corps de Thomas Crittenden au-dessus du terrain et d'une rivière. Breckinridge, Hardee, Cleburne et les autres officiers protestent, mais Bragg ne les écoute pas. Breckinridge repousse la première division de l'Union jusqu'à la rivière, dans une charge suicidaire, mais est saigné à blanc, une fois qu'il attaque la ligne principale. Bragg se retire le lendemain, avec le IIe corps en arrière-garde.

## Chickamauga-Chattanooga
Le corps est réorganisé encore une fois après Stones River. Alexander Stewart et sa division de 6 000 sont affectés au IIe corps, mais Breckinridge et sa division sont envoyés pour aider le siège de Vicksburg. L'armée confédérée est inactive pendant quelques mois, jusqu'à ce que Breckinridge revienne. Quand c'est fait, en raison des arguments de Bragg, Hardee et McCown sont relevés et le corps est de nouveau réorganisé. Daniel Harvey Hill est envoyé dans l'armée de Virginie du Nord pour prendre un commandement, qui s'avère être l'un des meilleurs commandants de corps. Le corps est réorganisé avec les divisions, sous les ordres de Stewart, Cleburne et Breckinridge, le tout avec 20 000 hommes. L'ancienne division de McCown est maintenant placé sous les ordres de St. John Liddell, et part dans le corps de réserve, sous les ordres de William H. T. Walker.
Après avoir fait campagne pour quelques mois dans le Tennessee, Bragg est chassé vers Chattanooga, puis perd la ville. Dans le nord de la Géorgie, cependant, il se reconstitue pour une contre-offensive. Les troupes du Mississippi sont venues sous les ordres de Walker et de Forrest, les soldats de l'est du Tennessee, sous les ordres de Buckner, les troupes de Géorgie, du Kentucky, du Tennessee et du Mississippi sous ceux de Burshod Johnson et les troupes de Virginie sous ceux de James Longstreet.
L'armée est de nouveau réorganisée ; Hill perd la division de Stewart, qui est envoyée dans le corps de Buckner, mais elle garde toujours celles de Cleburne et Breckinridge. Le corps est fortement engagé à Chickamauga, menant l'assaut de la gauche de l'Union. Après que les confédérés ont bisé la gauche, le IIe corps fait de même sur la droite, sécurisant la victoire confédérée. Le corps souffre fortement dans la bataille, cependant, et il est épuisé. Hill, ainsi que de nombreux autres officiers, souhaitent poursuivre l'ennemi cassé, mais de Bragg refuse et, en retour, relève Hill, Polk, Wallker, Forrest et d'autres officiers de leur commandement.
À Chattanooga, le corps est réorganisé. Breckinridge prend le commandement du corps avec son ancienne division sous les ordres de William B. Bate, mais la division de Cleburne, la fierté du IIe corps, est transférée dans le premier corps. La division de Buckner de son ancien corps est envoyée dans le deuxième corps uniquement être transférée jusqu'à Knoxville avec James Longstreet. La division de Thomas Hindman est transférée du premier au deuxième corps, et enfin, sur une meilleure note, Stewart et sa division reviennent dans le deuxième corps en provenance de l'ancien corps de Buckner. Dans l'ensemble entre Bate, Stewart, Buckner et Hindman, le corps comprend près de 28 000 hommes. Une fois de Buckner le quitte, il tombe à 23 000 hommes.
Lors de la bataille elle-même, le IIe corps est positionné au centre de Missionnary Ridge ainsi que dans un saillant à Orchard Knob. Lorsqu'Orchard Knob est pris, la force de l'Union sous les ordres de George H. Thomas attaque le centre et brise le IIe corps, les renvoyant en fuite dans la confusion. Mais avec les pertes légères des deux côtés, la bataille n'inflige pas de dommages, autres que d’atteindre le moral des confédérés.

## Atlanta
Le corps est de nouveau réorganisé en décembre, quand Joseph Johnston prend le commandement après l'incompétence de Braxton Bragg. Bien qu'il n'a rien à lui reprocher pour à Chattanooga, John Breckinridge est relevé de son commandement et est remplacé par John Bell Hood qui vient de l'est avec corps de Longstreet. Le corps est le même que celui qui était à Chattanooga, sauf que Bate et sa division sont échangés avec la division de Carter Stevenson du I corps. À ce moment, aucune unité originellement issues du IIe corps n'est encore présente.
Le corps participe à toutes les missions de la campagne, et à Resaca et à New Hope Church, il joue des rôles clés. À Kennesaw Mountain, ses soldats désobéissent aux ordres pour attaquer les colonnes en cours de flanquement de l'armée de l'Ohio de John Schofield et les repoussent d'une manière décisive.
Une fois que Hood prend le commandement de l'armée, il y a une autre réorganisation. Stewart prend le commandement, mais est transféré dans le troisième corps, puis Stevenson prend le commandement, puis Cheatham, puis Stewart à nouveau, puis Hindman, et, enfin, Stephen D. Lee. Tous ces changements ont lieu dans un laps de temps de trois mois. Le corps est fortement engagé à Atlanta et à Ezra Church, où il subit de lourdes pertes.

## Invasion de Tennessee
Après la chute d'Atlanta face à William T. Sherman, Hood part au nord avec son armée, mais fait quelques changements. Dans le IIe corps, l'oriental S. D. Lee est encore au commandement, mais ses commandants de division sont différents. Stevenson est à son poste habituel, mais H. D. Clayton prend la division de Stewart, ce-dernier prenant le commandement du troisième corps. Hindman est relevé et Edward Johnson, un oriental et prisonnier de guerre récemment échangé, est mis à sa place.
Le corps marche vers le nord dans le Tennessee, mais il manque le bain de sang de Franklin, et coûte à Hood la bataille. Comme le I corps d'Erlon à Ligny et Quatre-Bras lors de la campagne de Waterloo, le corps n'avance jamais sur l'arrière de Schofield en prenant sa ligne de retraite sur le Cumberland. Ainsi, pour la première fois de son histoire, le IIe corps coûte à son commandant la bataille. À Nashville, cependant, le corps prend le centre lorsqu'il est pris d'assaut par un vieil ennemi, George Thomas. Il est repoussé, et le IIe corps est alors transféré sur le flanc droit. La confédérés affamés fuient sans beaucoup se défendre, et coûte à Hood une autre bataille.

## Gloire finale
Après Nashville au début du printemps de 1865, l'armée confédérée est découragée ; il n'y a plus d'espoir pour la cause. Hood démissionne, et l'armée revient de nouveau à Joseph Johnston. Le corps est réorganisé de nouveau, avec Stevenson, Clayton et Stovall au commandement des divisions, et Johnson est capturé une fois de plus. Les restes de l'armée sont transférées pour arrêter Sherman dans les Carolines. Dans cette campagne, le corps est commandé par D. H. Hill à nouveau. À Bentonville, les confédérés doivent prendre d'assaut d'une force de l'Union isolée sous les ordres de Slocum, et le IIe corps doit être le fer de lance d'une attaque de flanc. L'attaque repousse les troupes de l'Union sur des kilomètres, et ils crient « Nashville » et mettent en déroute deux divisions. Le commandement de Hill donne aux armées confédérées armes un succès, mais en raison de la reddition de Lee, le IIe corps en fait de même avec la petite armée du Tennessee le 26 avril.

## Évaluation
Comme le corps de l'armée de Lee, le IIe corps de l'armée du Tennessee s'est avéré être une excellente formation. Ses commandants sont mélangés et ont souvent changé. Dans l'ensemble, à Chickamauga le corps atteint son meilleur, mais il reste grand à Atlanta et à Bentonville, ainsi qu'à Stones River. Le débat pour savoir quel est le meilleur commandant est encore en débat, mais en général, Hood, Hill et Hardee sont considérés comme les meilleurs du corps.